# Otto Heinsius
Otto Heinsius (* 25. Juni 1892 in Kontopp, Niederschlesien; † 29. Januar 1976 in Bremen) war ein deutscher Maler.

## Leben
Heinsius war der Sohn eines Arztes. Nach dem frühen Tod des Vaters zog die Familie nach Breslau. Hier besuchte er das Gymnasium und absolvierte eine kaufmännische Lehre. In Abendkursen begann er mit seiner Ausbildung als Künstler bei einem Bildhauer, einem Radierer und dem Maler Eduard Kaempffer an der Akademie für Kunst und Kunstgewerbe Breslau. Im Ersten Weltkrieg diente er als Soldat. Er wohnte dann ab 1923 in Erdmannsdorf (Riesengebirge) und setzte seine künstlerische Ausbildung fort. Danach war er als Maler tätig. 1935 wurde er Offizier bei der Wehrmacht und im Zweiten Weltkrieg kämpfte er in Frankreich, Belgien und der UdSSR. Er zeichnete dabei über seine Eindrücke.
Seit 1944 war er in Bremen stationiert und blieb nach Kriegsende dort. Er erstellte eine Foto-Dokumentation vom zerstörten Bremen. Er war nun vorwiegend ein Landschaftsmaler mit Darstellungen um und in Worpswede sowie über den Aufbau der Klöcknerwerke in Bremen. Eine Zeit lang lebte er auch in Worpswede.
1953 beteiligte er sich in der DDR mit zwei Ölgemälden an der Dritten Deutschen Kunstausstellung in Dresden. 1957 und 1972 fanden Ausstellungen seiner Gemälde, Aquarelle und Zeichnungen in der Kunsthalle Bremen statt. Auch u. a. in München, Berlin und Brüssel wurden seine Bilder ausgestellt.